# S/2016 J 1
S/2016 J 1 (auch Jupiter LIV) ist einer der kleineren Monde des Planeten Jupiter.

## Entdeckung
S/2016 J 1 wurde am 8. März 2016 vom Astronomen Scott S. Sheppard entdeckt. Der Mond hat noch keinen offiziellen Namen erhalten – bei den Jupitermonden sind dies in der Regel weibliche Gestalten aus der griechischen Mythologie –, sondern  wird entsprechend der Systematik der Internationalen Astronomischen Union (IAU) vorläufig als S/2016 J 1 bezeichnet.

## Bahndaten
S/2016 J 1 umkreist Jupiter mit einer großen Halbachse von etwa 20,6 Millionen Kilometern in etwa 604 Tagen. Die Bahn weist eine Exzentrizität von 0,140 auf. Die Bahn ist retrograd mit einer Bahnneigung von 139,8°, das heißt, der Mond bewegt sich entgegen der Rotationsrichtung des Jupiter um den Planeten.

## Physikalische Daten
Aufgrund der Helligkeit des Objektes kann man den Durchmesser auf ungefähr einen Kilometer schätzen.